# Да ли имаш право?
Да ли имаш право? је први студијски албум српског репера, диск џокеја и продуцента Далибора Андонова Груа. Објављен је у продукцији Југодиска на аудио касети 1995. године, а 2000. године Метрополис рекордс објављује реиздање албума на компакт диск формату, с обзиром да је албум стекао велику популарност код публике. Да ли имаш право? био је први српски студијски хипхоп албум и спада у први „талас” српског хип хопа. Албум је у Србији добио златни музички сертификат, а истоимена песма Да ли имаш право? била је на првом месту српских топ листа пет недеља заредом.
Албум је сниман у периоду од 24. октобра до 10. децембра 1994. године. На албуму су се нашле песме Право у рај, Гето и Живот није увек леп, која је снимљена са музичарем Маријом Рајићем Енцом. Песма Живот није увек леп садржи семплове из песмама Манијак, хип хоп групе Саншајн, и песме Судбина прави грешке, хип хоп групе C-Yа. Песма Само нови дан садржи семплове песама Just Another Day америчке певачице Краљице Латифа и песме All Night Long коју је снимила група Mary Jane Girls. Песма Он је луд представља кавер верзију истоимене песме групе Бадвајзер. Песма Узми паре и бежи садржи семпл песме Take The Money And Run групе Хаустор и семплове песама I Like Funky Music и Lyrical Gangbang, прву снимио Uncle Louie, а другу Dr. Dre, Kurupt, RBX и The Lady Of Rage.
На албуму се налази 12 песама, снимане су у студију Авалион, а на њима су гостовали Марко Кон, Бојана Тодоров, Владимир Илић Ила, Ђорђе Радивојевић Рамирез, хип хоп група C-Yа, Крле из групе Бадвајзер и многи други музичари. Снимљени су спотови за песме Зашто сам ту и Право у рај.
На компакт диск реиздању за Метрополис рекодс, на албуму се нашло 14 песама, ремикси песама Зашто сам ту и Право у рај.

## Критике
Музички критичари су углавном имали позитивне критике на албум, укључујући и српског музичара и продуцента Драгана Пајовића, који је овај албум описао као „електронски приступ музици комбиновањем фанка и репа”. Музичари Леонтина Вукомановић и Ненад Јовановић похвалили су песме Гето и Он је луд, за спајање фанк и хип-хоп жанра.

## Списак песама
| №               | Назив               | Аутор(и)                                                               | Трајање |  |
| 1.              | Gru in              | Гру                                                                    | 1:02    |  |
| 2.              | Да ли имаш право?   | Гру Марко Кон                                                          | 4:00    |  |
| 3.              | MF Gru              | Гру Марко Кон                                                          | 4:20    |  |
| 4.              | Зашто сам ту?       | Гру Бојана Тодоров Владимир Илић Ила Марко Кон                         | 4:22    |  |
| 5.              | Право у рај         | Гру                                                                    | 4:10    |  |
| 6.              | Гето                | Гру Бојана Тодоров                                                     | 4:11    |  |
| 7.              | Живот није увек леп | Гру Бојана Карас Владимир Илић Ила Ђорђе Радивојевић Рамирез C-Yа Цоца | 4:23    |  |
| 8.              | Само нови дан       | Гру Наташа Бојана Тодоров                                              | 3:55    |  |
| 9.              | Он је луд           | Гру Крле Бадвајзер Бојана Тодоров                                      | 4:38    |  |
| 10.             | Узми паре и бежи    | Гру Рамирез Бојана Карас                                               | 3:18    |  |
| 11.             | Ловац на потезу     | Гру                                                                    | 3:40    |  |
| 12.             | Gru out             |                                                                        | 0:59    |  |
| Укупно трајање: | Укупно трајање:     | Укупно трајање:                                                        | 42:58   |  |